# Christian Gerber (Mediziner)
Christian Gerber (* 24. Mai 1952) ist ein Schweizer Mediziner und emeritierter Professor für Orthopädische Chirurgie.

## Leben und Wirken
Christian Gerber besuchte die Grund- und Sekundarschule in Herzogenbuchsee von 1959 bis 1967, sowie danach das Gymnasium in Langenthal, wo er 1971 seine Matura ablegte.
Eigentlich wollte Gerber Profifußballer werden und hatte es bereits bis zum Kapitän der Schweizer Fussball–Juniorennationalmannschaft gebracht, als er sich im Alter von 16 Jahren bei einem Sprung in den Neuenburgersee auf einer Untiefe landete und sich eine schwere Verletzung der Halswirbelsäule zuzog. Der Unfall und die anschließenden Operationen durch Maurice Edmond Müller weckten sein Interesse an der Medizin und speziell der Orthopädie.
Gerber studierte an der Universität Bern von 1971 bis 1977 Medizin. Er absolvierte diverse Praktika, 1974 zwei Monate an der University of Oklahoma, 1977 sechs Monate in der Radiologie und Inneren Medizin der Yale Medical School der Yale University und zwei Monate in der Pathologie der University of California, San Diego. Danach war er als Assistenzarzt neun Monate in der Inneren Medizin des Spitals Herzogenbuchsee, sieben Monate in der Neurologie des Inselspitals der Universität Bern, zwei Jahre in der Allgemeinchirurgie und Traumatologie des Spitals Davos unter Peter Matter, sowie drei Jahre in der Orthopädischen Chirurgie unter Reinhold Ganz erneut am Inselspital tätig.
1979 absolvierte er die United States Medical Licensing Examination. Nach Abschluss seiner Facharztausbildung absolvierte er 1984 eine sechsmonatige Ausbildung in Schulterchirurgie an der University of Texas at San Antonio und 1984/85 in Tumor-, Fuss- und Sprunggelenkschirurgie am Hôpital Cochin, sowie 1985 in Kinderorthopädie am Hôpital Trousseau in Paris. Von Oktober 1985 bis Dezember 1991 war Gerber als Oberarzt am Inselspital tätig und wurde im Januar 1988 von der Universität Bern zum Privatdozenten und im Dezember 1991 zum Titularprofessor für Orthopädie ernannt. Im Januar 1992 wechselte er als Chefarzt an das Kantonsspital Freiburg. Zum 1. Oktober 1995 wurde Christian Gerber zum Ordinarius für Orthopädie an der Universität Zürich berufen und zum Chefarzt der Orthopädischen Universitätsklinik Balgrist ernannt. Er leitete diese Klinik bis zu seiner Emeritierung im August 2017 und war auch deren Ärztlicher Direktor.
Auch nach seiner Emeritierung ist er weiterhin in der Sektion für Schulter- und Ellenbogenchirurgie im Balgrist tätig.
Im Jahr 2000 gründete Christian Gerber die Resortho Stiftung zur Förderung der Orthopädie durch Unterstützung von Forschung, Aus-, Weiter- und Fortbildung.

## Publikationen (Auswahl)
- Christian Gerber, Peter Matter: Biomechanik des Kniegelenkes nach vorderer Kreuzbandruptur und deren primärer Naht. In: George Chapchal (Hrsg.): Sportverletzungen und Sportschäden. Thieme Verlag, Stuttgart 1983, S. 180–182.
- Christian Gerber, Peter Matter: Primary Repair of the Ulnar Collateral Ligament of The Thumb`s Metacarpophalangeal Joint (Skier`sThumb). In: N. Bachl et al. (Hrsg.): Current Topics in Sports Medicine: Proceedings of the World Congress of Sports Medicine, Vienna, 1982. Verlag Urban & Schwarzenberg, 1984, S. 858–866.
- Christian Gerber, Reinhold Ganz: Zur Diagnostik der multidirektionalen Schulterinstabilität. In: George Chapchal (Hrsg.): Verletzungen und Erkrankungen der Schulterregion. Thieme Verlag, Stuttgart 1984, S. 150–153.
- Christian Gerber, A. Languepin: Les Resections de l`Epaule. In: B. Tomeno, M. Forest: Les Tumeurs Osseuses de L`Appareil Locomoteur. Kapitel 5.4.6, 1–13. Laboratoires Unicet, Levallois – Perret, France, November 1989.
- Christian Gerber: Die klinische Untersuchung der Schulter. In: H. W. Springorum, B. D. Katthagen, B.D.: Aktuelle Schwerpunkte in der Orthopädie. Thieme Verlag, Stuttgart 1990, S. 220–222.
- Christian Gerber: The Treatment of the Rheumatoid Shoulder. In: H. Baumgartner, J. Dvorak, D. Grob, U. Munzinger, B. R. Simmen: Rheumatoid Arthritis. Thieme Verlag, Stuttgart New York 1995, S. 186–191.
- L. W. Gulotta, Christian Gerber: Latissimus Dorsi Transfers in Rotator Cuff Reconstruction and in Combination with the Reverse Total Shoulder Prosthesis. In: E. V. Craig (Hrsg.): The Shoulder. 3rd ed., Master Techniques in Orthopaedic Surgery, Lippincott Williams & Wilkins, Philadelphia 2013, S. 413–437.

## Ehrungen und Preise
Für seine Tätigkeit erhielt Christian Gerber folgende Preise und Auszeichnungen:
- Charles S. Neer Award of the American Shoulder and Elbow Surgeons. Basic Research Category 1990
- Didier Patte Award (European Society for Shoulder and Elbow Surgery) 1996
- Charles S. Neer Award of the American Shoulder and Elbow Surgeons. Basic Research Category 1998
- Charles S. Neer Award of the American Shoulder and Elbow Surgeons. Clinical Research Category 1998
- Silberne Verdienstmedaille des Kantons Zürich 1998
- Charles S. Neer Award of the American Shoulder and Elbow Surgeons. Basic Research Category 2007
- Kappa Delta / OREF Clinical Research Award 2007
- Achievement Award of the American Academy of Orthopaedic Surgeons 2012
- Arthur Steindler Award 2014 (Orthopedic Research Society)

Er wurde zum Ehrenmitglied folgender Fachgesellschaften ernannt:
- Western Orthopaedic Association (1993)
- SECHC Spanish Society of Shoulder and Elbow Surgery (1998)
- SAMW Schweizerische Gesellschaft für Medizin Wissenschaften (2003)
- SOFCOT (2004)
- Royal College of Surgeons Edinburgh (2004)
- SGOT Schweizerische Gesellschaft für Orthopädie und Traumatologie (2015)

## Förderungen
- 2011 Schaffung einer Professur für Muskelplastizität an der Universität Zürich / Forschung Orthopädie, Universitätsklinik Balgrist (CHF 7 Mio.)
- seit 2010: CHF 29 Mio. für die Realisierung des Balgrist Campus: einer privat finanzierten Institution für Forschung und Entwicklung des Bewegungsapparates (Hansjörg Wyss Foundation, Novartis Stiftung, Oak Foundation, Medacta International, Thomke Invest AG, Lotteriefonds Kt. Zürich u.v. a.m.)